# Sojusz Klimatyczny
Sojusz Klimatyczny - sojusz władz lokalnych na rzecz powstrzymania zmian klimatycznych i ochrony praw najbiedniejszych społeczności dotkniętych globalnymi katastrofami (m.in ograniczenia ubóstwa energetycznego). Sojusz zajmuje się promocją energii odnawialnej, demokratyzacji energetyki oraz wymiarem globalnym bezpieczeństwa energetycznego i klimatycznego. Sojusz Klimatyczny m.in. realizuje projekt mapy odnawialnych źródeł energii w Unii Europejskiej „Repowermap”. Do Sojuszu należą 1403 miasta i gminy (stan na lipiec 2013) m.in. gmina Kolonowskie (woj. opolskie).